# Enoplognatha diodonta
Enoplognatha diodonta là một loài nhện trong họ Theridiidae.
Loài này thuộc chi Enoplognatha. Enoplognatha diodonta được miêu tả năm 1992 bởi Zhu & Zhang.